# U 510
U 510 war ein deutsches U-Boot vom Typ IX C, das von der deutschen Kriegsmarine im Zweiten Weltkrieg eingesetzt wurde. Es wurde als sogenanntes Monsun-Boot eingesetzt.

## Geschichte

### Bau und Indienststellung
Der Bauauftrag erging am 20. Oktober 1939 an die Deutsche Werft in Hamburg. Diese Werft hatte zu Beginn des Zweiten Weltkrieges den Auftrag bekommen, die – ursprünglich bei der Deschimag AG Weser gefertigten – Boote des Typs IX als Nachbau in Großserie herzustellen. Bis Kriegsende stellte die Deutsche Werft 24 U-Boote des Typs IX C für die Kriegsmarine her.  Die Kiellegung des Bootes mit der Baunummer 306 erfolgte am 1. November 1940, der Stapellauf am 4. September 1941. Am 25. November 1941 wurde das Boot mit der Bezeichnung U 510 unter dem Kommando von Korvettenkapitän Karl Neitzel in Dienst gestellt.

### Kommandanten, Flottillenzugehörigkeit und Stationierungen
Das Boot gehörte nach seiner Indienststellung bis zum 31. Juli 1942 als Ausbildungsboot zur 4. U-Flottille in Stettin und wurde zum Training der Besatzung eingesetzt. Vom 31. Juli 1942 bis zum 30. September 1944 unterstand es als Frontboot der 10. U-Flottille im französischen Lorient. Nach der Auflösung der 10. U-Flottille gehörte das Boot bis zum Kriegsende zu der 33. U-Flottille. Über die gesamte Ausbildungszeit und für die ersten drei Feindfahrten war FKpt. Karl Neitzel Kommandant des Bootes. Ab dem 23. Mai 1943 bis zur Außerdienststellung des Bootes in St. Nazaire am 9. Mai 1945 war Kapitänleutnant Alfred Eick Kommandant.

### Einsätze
U 510 unternahm sieben Feindfahrten, auf denen die Kommandanten Karl Neitzel und Alfred Eick 15 Schiffe mit 95.687 BRT versenkten und acht Schiffe mit 53.289 BRT beschädigt wurden.

#### Erste Unternehmung
U 510 verließ Kiel am 7. Juli 1942 und lief am 13. September in Lorient nach 68 Tagen auf See ein. Auf dieser Unternehmung wurden zwei Schiffe mit 10.256 BRT versenkt und ein Schiff mit 8.016 BRT beschädigt.
- 2. August 1942: Versenkung des uruguayischen Dampfers Maldonado (5.285 BRT)
- 10. August 1942: Beschädigung des britischen Tankers Alexia (8.061 BRT)
- 19. August 1942: Versenkung des britischen Dampfers Cressington Court (4.971 BRT, 8 Tote)

#### Zweite Unternehmung
Das Boot lief am 14. Oktober 1942 aus Lorient aus und lief am 12. Dezember wieder dort ein. Auf dieser 60 Tage dauernden Unternehmung wurde ein Schiff mit 5.681 BRT beschädigt.
- 26. Oktober 1942: Beschädigung des norwegischen Dampfers Alaska (5.681 BRT)

#### Dritte Unternehmung
U 510 verließ Lorient am 16. Januar 1943 und lief am 16. April wieder ein. Auf dieser Unternehmung wurden drei Schiffe mit 18.180 BRT versenkt und fünf Schiffe mit 35.950 BRT beschädigt.
- 9. März 1943: Beschädigung des amerikanischen Dampfers George G. Meade (7.176 BRT, in Konvoi BT-6 fahrend)
- 9. März 1943: Versenkung des britischen Dampfers Kelvinbank (3.872 BRT, in Konvoi BT-6 fahrend, 28 Tote)
- 9. März 1943: Beschädigung des amerikanischen Dampfers Tabitha Brown (7.176 BRT, in Konvoi BT-6 fahrend)
- 9. März 1943: Beschädigung des amerikanischen Dampfers Joseph Rodman Drake (7.181 BRT, in Konvoi BT-6 fahrend)
- 9. März 1943: Beschädigung des amerikanischen Dampfers Mark Hanna (7.176 BRT, in Konvoi BT-6 fahrend)
- 9. März 1943: Beschädigung des amerikanischen Dampfers James Smith (7.181 BRT, in Konvoi BT-6 fahrend)
- 9. März 1943: Versenkung des amerikanischen Dampfers Thomas Ruffin (7.191 BRT, in Konvoi BT-6 fahrend, 6 Tote)
- 9. März 1943: Versenkung des amerikanischen Dampfers James K. Polk (7.177 BRT, in Konvoi BT-6 fahrend, 1 Toter)

#### Vierte Unternehmung
Das Boot verließ Lorient am 3. Juni 1943 und lief dort nach 88 Tage auf See am 29. August 1943 wieder ein. Bei dieser Unternehmung wurden drei Schiffe mit 18.865 BRT versenkt und ein Schiff mit 3.702 BRT beschädigt. Am 8. Juli entdeckte Kommandant Eick, der sich mit U 510 auf dem Weg nach Brasilien befand, vor Französisch-Guayana den Geleitzug TJ 1, der auf dem Weg von Trinidad nach Rio de Janeiro war. Der Konvoi war von dem amerikanischen Zerstörer Somers und fünf kleineren Kriegsschiffen gesichert, doch Eick entschloss sich in den folgenden Nächten zum Angriff.
- 9. Juli 1943: Versenkung des norwegischen Tankers B.P. Newton (10.324 BRT, in Konvoi TJ-1 fahrend, 23 Tote)
- 9. Juli 1943: Versenkung des amerikanischen Dampfers Eldena (6.900 BRT, in Konvoi TJ-1 fahrend)
- 9. Juli 1943: Beschädigung des lettischen Dampfers Everagra  (3.702 BRT, in Konvoi TJ-1 fahrend)
- 10. Juli 1943: Versenkung des schwedischen Dampfers Scandinavia (1.641 BRT)

#### Fünfte Unternehmung
U 510 verließ Lorient am 3. November 1943 und lief am 5. April 1944 in Penang ein. Bei dieser 155 Tage langen Unternehmung wurden sechs Schiffe mit 41.190 BRT versenkt.
- 22. Februar 1944: Versenkung des britischen Dampfers San Alvaro (7.385 BRT, in Konvoi PA-69 fahrend, 1 Toter)
- 22. Februar 1944: Versenkung des norwegischen Tankers Erling Brøvig (9.970 BRT, in Konvoi PA-69 fahrend)
- 22. Februar 1944: Versenkung des amerikanischen Tankers E.G. Seubert (9.191 BRT, in Konvoi PA-69 fahrend, 6 Tote)
- 7. März 1944: Versenkung des norwegischen Dampfers Tarifa (7.229 BRT, 3 Tote)
- 19. März 1944: Versenkung des amerikanischen Dampfers John A. Poor (7.176 BRT, 34 Tote)
- 27. März 1944: Versenkung des britischen Minensuchboot HMS Maaløy (249 BRT, 26 Tote darunter der maledivische Premierminister Hassan Fareed)

#### Sechste Unternehmung
Nach der fünften Feindfahrt verlegte das Boot über Singapur und Kobe nach Batavia (heutiges Jakarta). Von dort stach es auch am 26. November 1944 in See, lief aber bereits nach acht Tagen auf See nach ereignisloser Patrouille am 3. Dezember dort wieder ein.

#### Siebente Unternehmung
Am 11. Januar 1945 stach das Boot in Batavia in See um die Heimreise nach Europa anzutreten. Nach 103 Tagen auf See lief das Boot am 23. April in St. Nazaire ein. Bei dieser Unternehmung wurde ein Schiff mit 7.136 BRT versenkt.
- 23. Februar 1945: Versenkung des kanadischen Dampfers Point Pleasant Park (9.970 BRT, 9 Tote)

## Verbleib
Am 9. Mai 1945 wurde U 510 von den französischen Streitkräften erbeutet und in der französischen Marine unter dem Namen Bouan in Dienst gestellt. Als Q 176 wurde es am 1. Mai 1959 außer Dienst gestellt und im Jahre 1960 verschrottet.

## Erfolge
| Datum            | Name                | Nationalität           | Tonnage (BRT) | Erfolg          |
| ---------------- | ------------------- | ---------------------- | ------------- | --------------- |
| 02. August 1942  | Maldonado           | Uruguay                | 05.285        | versenkt (Lage) |
| 10. August 1942  | Alexia              | Vereinigtes Königreich | 08.016        | beschädigt      |
| 19. August 1942  | Cressington Court   | Vereinigtes Königreich | 04.971        | versenkt (Lage) |
| 31. Oktober 1942 | Alaska              | Norwegen               | 05.681        | beschädigt      |
| 09. März 1943    | George G. Meade     | Vereinigte Staaten     | 07.176        | beschädigt      |
| 09. März 1943    | James K. Polk       | Vereinigte Staaten     | 07.177        | versenkt (Lage) |
| 09. März 1943    | James Smith         | Vereinigte Staaten     | 07.181        | beschädigt      |
| 09. März 1943    | Joseph Rodman Drake | Vereinigte Staaten     | 07.181        | beschädigt      |
| 09. März 1943    | Kelvinbank          | Vereinigtes Königreich | 03.872        | versenkt (Lage) |
| 09. März 1943    | Mark Hanna          | Vereinigte Staaten     | 07.176        | beschädigt      |
| 09. März 1943    | Tabitha Brown       | Vereinigte Staaten     | 07.176        | beschädigt      |
| 09. März 1943    | Thomas Ruffin       | Vereinigte Staaten     | 07.191        | versenkt (Lage) |
| 08. Juli 1943    | B.P. Newton         | Norwegen               | 10.324        | versenkt (Lage) |
| 08. Juli 1943    | Eldena              | Vereinigte Staaten     | 06.900        | versenkt (Lage) |
| 08. Juli 1943    | Everagra            | Lettland               | 03.702        | beschädigt      |
| 10. Juli 1943    | Scandinavia         | Schweden               | 01.641        | versenkt (Lage) |
| 22. Februar 1944 | E.G. Seubert        | Vereinigte Staaten     | 09.181        | versenkt (Lage) |
| 22. Februar 1944 | Erling Brøvig       | Norwegen               | 09.970        | versenkt (Lage) |
| 22. Februar 1944 | San Alvaro          | Vereinigtes Königreich | 07.385        | versenkt (Lage) |
| 07. März 1944    | Tarifa              | Norwegen               | 07.229        | versenkt (Lage) |
| 19. März 1944    | John A. Poor        | Vereinigte Staaten     | 07.176        | versenkt (Lage) |
| 27. März 1944    | HMS Maaløy (J 136)  | Vereinigtes Königreich | 0249          | versenkt (Lage) |
| 23. Februar 1945 | Point Pleasant Park | Kanada                 | 07.136        | versenkt (Lage) |